# 灣巒醫院
灣巒醫院（英語：Baycrest Health Sciences）是加拿大安大略省多倫多北約克的一所老人科教學醫院，附屬於多倫多大學。

## 历史
該院建於1918年，初名為多倫多猶太老人之家（Toronto Jewish Old Folks Home），當時位於多倫多市中心施素街29號的一棟半獨立維多利亞式住宅內。1954年，猶太老人之家（Jewish Home for the Aged）施素街原址遭拆除，遂遷至巴佛士街。1968年，該機構擴建至現址，即巴佛士街3560號。